# 馬修·伊布登
馬修·伊布登（英語：Matthew Ebden，1987年11月26日—）出生于南非德班，是一位澳洲職業網球運動員，2005年轉職業。他的职业生涯最高ATP单打排名是第39名（2018年10月22日），最高ATP双打排名则为第24名（2022年1月31日）。

## 外部連結
- 馬修·伊布登（英文/西班牙文）的官方資料
- 馬修·伊布登的國際網球總會 職業／青少年 官方資料（英文）
- 馬修·伊布登的官方資料（英文）
- Matthew Ebden – Player Profiles - Players and Rankings - News and Events - Tennis Australia （页面存档备份，存于） （英文）
- 馬修·伊布登的Facebook專頁
- 馬修·伊布登的X（前Twitter）